# 岩松院
岩松院（がんしょういん）は、長野県上高井郡小布施町雁田にある曹洞宗の寺院。山号は梅洞山。本尊は釈迦如来。葛飾北斎の八方睨み鳳凰図があり、小林一茶ゆかりの寺でもある。

## 由緒
寺伝では永享2年（1430年）浄土教の千僧林念仏寺として創建され、1472年（文明4年）、雁田城主・荻野備後守常倫の開基で、不琢玄珪禅師が開山となった。
1619年（元和5年）、広島城無断改築を理由に信濃国高井野藩に改易された福島正則の菩提寺で境内には霊廟がある。

## 文化財

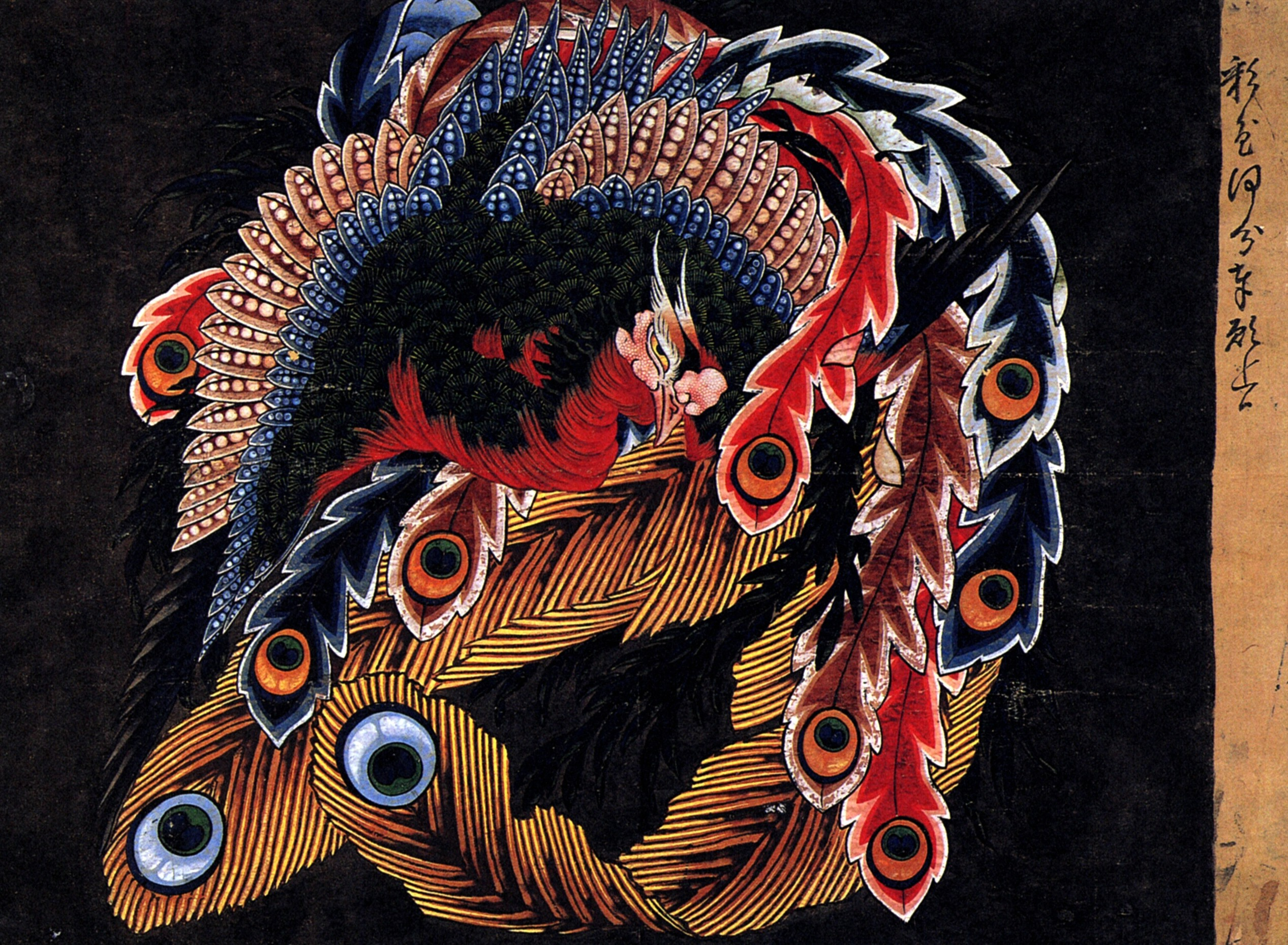
本堂天井『八方睨み鳳凰図』の下絵

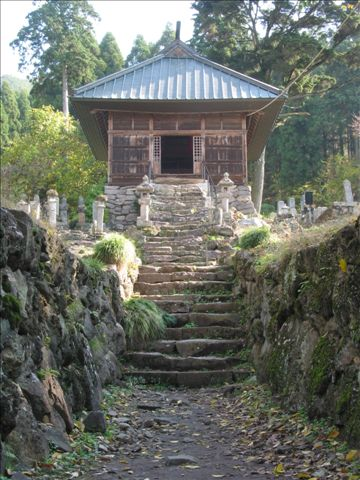
福島正則廟

- 葛飾北斎八方睨み鳳凰図 - 1848年（嘉永元年）、北斎晩年の最大の作品。本堂の天井に描かれている
- 高井鴻山書 - 「無」という字
- 福島正則霊廟
- 小林一茶の句碑 - 1816年（文化13年）、一茶が訪れ「やせ蛙 まけるな一茶 これにあり」と詠んだもの

## 伽藍
- 本堂
- 山門
- 鐘楼
- 庫裡
- 開山堂